# Webオーサリングツール

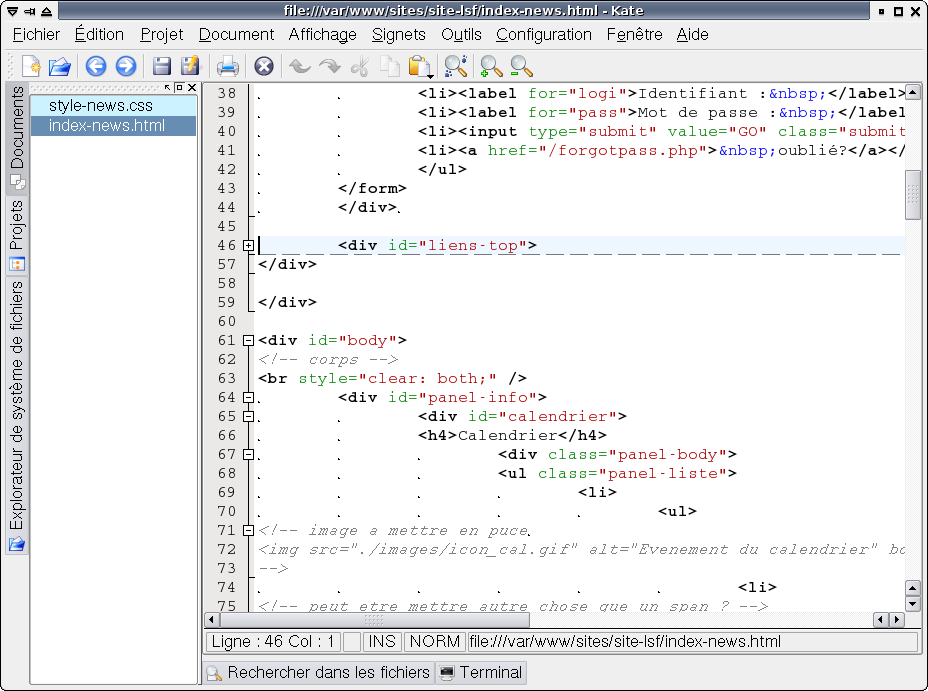
KWrite - HTMLエディタの例

Webオーサリングツール（ウェブオーサリングツール）とは、いわゆるウェブページ作成ソフトのことで、ウェブページを構成するHTML、CSSなどのファイルを編集するデザインツールである。インターネットの黎明期から存在し、フリーウェアも多い。HTMLエディタのようにソースコードを編集するのではなく、ワープロソフトあるいはグラフィックソフトウェアのような感覚で、視覚的に編集するツールを指す場合がほとんどである。

## 概要
HTMLやCSSの文法がわからなくても手軽に利用できるため、利用者は多い。個々のウェブページを作成するだけでなく、ディレクトリなどサイト全体の構成をまとめて管理できたり、作成したファイルをサーバにアップロードするFTPや、サイトに用いる画像を作成・管理する便利な機能がついているソフトもある。

## HTMLエディタ
HTMLはマークアップ言語であり、プログラミング言語のような構造を持っている。そのような特質に対応したテキストエディタを特にHTMLエディタと呼ぶ。
特徴としてはHTML要素名やリテラル文字列（ダブルクォート記号で囲まれた固定文字列）を色分け表示するシンタックスハイライト、文法チェックや自動インデント表示など整形機能がある。インターネットの黎明期においては、もっぱらこのようなテキストエディタでHTMLファイルが作成された。現在入手できるWindows用のものは「TeraPad」、「Crescent Eve」、「EmEditor」、「秀丸エディタ」がHTML編集に対応した機能を備えている。
ブラウザで編集できるものには、ラッコツールズやpaizaioがある。
また、macOSのものではmi、Jedit X や skEdit、Unix系オペレーティングシステムではKWriteやKateがHTML編集に適した機能を持っている。
テキストエディタ(メモ帳など)には基本的にプレビュー画面は用意されておらず、ブラウザで表示を確認しながら編集作業を進めるのが通常のスタイルである。しかし最近は「HTMLエディタ」と銘打ち、プレビュー機能を備えたエディタであるalphaEDITやEspressoのようなソフトも登場している。プレビューにはWebKitかTridentを用いるケースが多い。
歴史的にHTMLエディタの機能を強化したのが、現在のウェブオーサリングツールであるともいえる。HTMLエディタで作成するシンプルなコードは検索エンジン最適化にも効果的であることから、一部のウェブデザイナーには見直されつつあり、CodaのようにHTMLおよびCSSの直接編集とコンテンツ管理システム (CMS) の機能を組み合わせたウェブ構築ソフトもある。ただし入れ子になったテーブルやスタイルシートを多用したサイトを、最初からテキストエディタでコーディングするのは煩雑であるため、デザイン重視のサイトの構築には、なおウェブオーサリングツールを併用するのが一般的である。

## 主なウェブオーサリングツール
対応OSについて特記がないものはクロスプラットフォームである。
- Adobe Dreamweaver（アドビ）
- Adobe Contribute（アドビ）
- Aptana Studio（Aptana Inc.）
- Amaya（W3C）
- BiND for WebLiFE（デジタルステージ。CMS的なウェブオーサリングツール）
- BlueGriffon（オープンソース、Nvu、KompoZerの後継）
- iWeb（Apple「iLife」に含まれる。）
- Blocs（Cazoobi）
- KompoZer（オープンソース、Nvu の修正版）
- Microsoft Expression Web（マイクロソフト、前身は Microsoft FrontPage。Windows専用）
- Mozilla Composer（Mozilla Organization）
- Nvu（オープンソース、Mozilla Composer の独立化アプリケーション）
- ホームページ・ビルダー（IBM、ジャストシステム）
- ホームページV3・ZERO（ソースネクスト）